# Paul Racz
Paul Racz (eigentlich Paul Rácz; * 17. Dezember 1924 in Makó; † 13. März 2022 in Hamburg) war ein aus Ungarn stammender deutscher Mediziner, bekannt für Beiträge zur AIDS-Forschung.

## Leben
Paul Racz studierte in Budapest und kam 1963 aus Ungarn mit seiner Ehefrau Klara Tenner-Racz in die Bundesrepublik. Zunächst waren sie in Bonn und Kiel und ab 1973 am Bernhard-Nocht-Institut für Tropenmedizin in Hamburg. Racz war emeritierter Professor für Pathologie an der Universität Hamburg und leitete die Abteilung Pathologie und das Körber Labor für Aidsforschung am Bernhard-Nocht-Institut.
Racz erforschte mit Klara Tenner-Racz AIDS-Infektionen schon seit ihrem ersten Auftreten in Hamburg 1983. Sie entdeckten in den 1980er Jahren, dass der Erreger bevorzugt das Lymphsystem befällt (insbesondere die Keimzentren und Lymphknoten) und dort auch noch nachweisbar ist, wenn es im Blut nicht mehr nachgewiesen werden kann (das Lymphsystem bildet ein Reservoir für das Virus). Sie entwickelten eine Diagnosemethode der Stadien der Erkrankung über den Zustand der Organe des Lymphsystems, die ein Standardverfahren in der Beurteilung von Therapieerfolgen mit den üblichen Kombinationspräparaten (HAART) bei AIDS ist.
Auch nach ihrer Pensionierung forschte das Ehepaar weiter zum Beispiel über Veränderungen der Darmschleimhaut bei AIDS-Infektionen – sie fanden mit anderen, dass bei der Infektion frühzeitig T-Helferzellen gegen das Virus im Darm vom Virus zerstört werden.
2006 erhielt er mit Klara Tenner-Racz den Dr.-Friedrich-Sasse-Preis. 2000 erhielten beide die Medaille für Kunst und Wissenschaft der Stadt Hamburg und 2005 den Bundesverdienstorden.
Paul Racz und Klara Tenner-Racz kennen sich seit 1958 aus Budapest und gingen 1963 gemeinsam in die Bundesrepublik.